# Newton Morton
Newton Ennis Morton (21 décembre 1929 - 7 février 2018) est un généticien des populations américain et l'un des fondateurs du domaine de l'épidémiologie génétique.

## Jeunesse et éducation
Morton est né à Camden, New Jersey. Quand il a trois mois, sa famille déménage à New Haven, Connecticut. Son intérêt pour la science commence dès son plus jeune âge, lorsqu'il collectionne les papillons. Morton fréquente la Hopkins School, avant d'être transféré au Swarthmore College pendant deux ans. Il perd son enthousiasme pour l'entomologie, alors il décide de poursuivre une carrière en génétique après avoir été inspiré par le livre de Dobzhansky, La génétique et l'origine des espèces.
Après avoir épousé une femme d'Hawaï, Morton décide de fréquenter l'Université d'Hawaï pour obtenir un BA en zoologie, terminant son diplôme en 1951. Il termine une thèse sur la drosophile à l'Université du Wisconsin à Madison, mais il est plus intéressé par les travaux de James F. Crow (en) et Sewall Wright. Morton travaille ensuite avec Crow à la Commission des victimes de la bombe atomique au Japon de 1952 à 1953. Cela l'incite à poursuivre une carrière en génétique humaine. Il obtient un doctorat en génétique de l'Université du Wisconsin en 1955.

## Carrière académique
La carrière de Morton commence au Japon, travaillant à l'Atomic Bomb Casualty Commission. Il étudie l'effet de l'exposition aux bombes atomiques, notamment l'effet sur la progéniture de première génération. Il publie des articles sur le lien entre les groupes sanguins et les maladies, le caractère non aléatoire du mariage consanguin  et l'hérédité du poids à la naissance. En 1955-1956, Morton est nommé boursier postdoctoral du National Cancer Institute à l'Université du Wisconsin. Il travaille à l'université, d'abord comme professeur adjoint en 1956, puis professeur agrégé en 1960 pendant deux ans. À l'université, Morton mène une étude sur plus de 180 000 naissances.
En 1962, Morton remporte le Prix William-Allan pour sa contribution dans le domaine de la génétique humaine. La même année, il crée le département de génétique. Après s'être rendu compte que le département n'est plus viable en raison de problèmes administratifs, il décide de créer le Laboratoire de génétique des populations à Hawaï en 1964. Il est nommé directeur de l'établissement et y reste 21 ans. Il quitte Hawaï en 1985 et passe deux ans au Memorial Sloan Kettering Cancer Center à New York en tant que chef du département d'épidémiologie et de biostatistique. En 1988, Morton obtient un poste de professeur et directeur du groupe de recherche sur la campagne de recherche sur le cancer en épidémiologie génétique à l'Université de Southampton,. En 1999, un livre sur les progrès récents de l'épidémiologie génétique est publié en l'honneur de son 70e anniversaire. Il est Senior Professional Fellow en génétique humaine de 1995 à 2011. Morton prend sa retraite de l'Université de Southampton en avril 2011 en raison de problèmes de santé liés à l'âge et à la maladie d'Alzheimer.

## Vie privée
Morton est marié à sa seconde épouse, le professeur Patricia Jacobs, pendant plus de 40 ans. Morton a cinq enfants et sept petits-enfants avec sa première femme.
Il est décédé le 7 février 2018 à l'âge de 88 ans.